# 龜明站
龜明站（：／ Gumyeong yeok */?）是釜山地鐵2號線沿線的一座地下車站，位於韓國釜山廣域市北區龜浦洞。

## 車站結構
站體為2面2線側式月台的地下車站，候車月台設有月台幕門，並有4處出口。

### 月台配置
| 龜南 ↑ |
| \| 上  |
| ↓ 德川 |

| 月台 | 路線               | 目的地                                   |
| ---- | ------------------ | ---------------------------------------- |
| 上行 | ●釜山都市铁道2号线 | 沙上、西面、大淵、金蓮山、萇山方向       |
| 下行 | ●釜山都市铁道2号线 | 湖浦、釜山大學梁山分校、南梁山、梁山方向 |

## 歷史
- 1999年6月30日：落成使用。

## 車站周邊
- 龜南市場
- 龜浦派出所
- 龜浦1洞行政福利中心
- 龜浦初等學校
- 釜山科技大學（朝鲜语：부산과학기술대학교）
- 龜浦站（韓國鐵道公社）

## 相鄰車站
釜山交通公社
●釜山都市铁道2号线
龜南（231）－龜明（232）－德川（233）